# Warschauer Ghetto-Ehrenmal

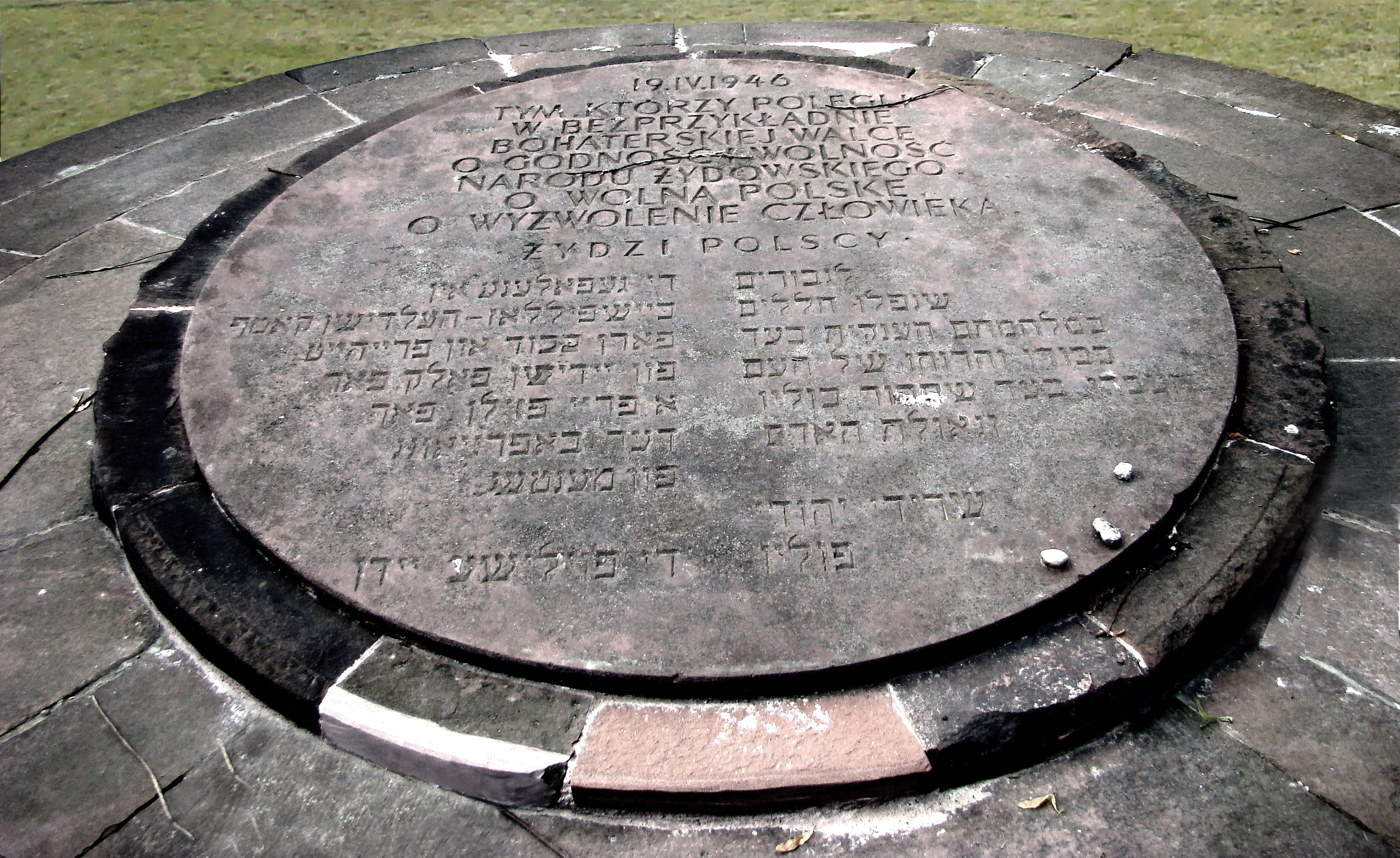
1. Ehrenmal 1946

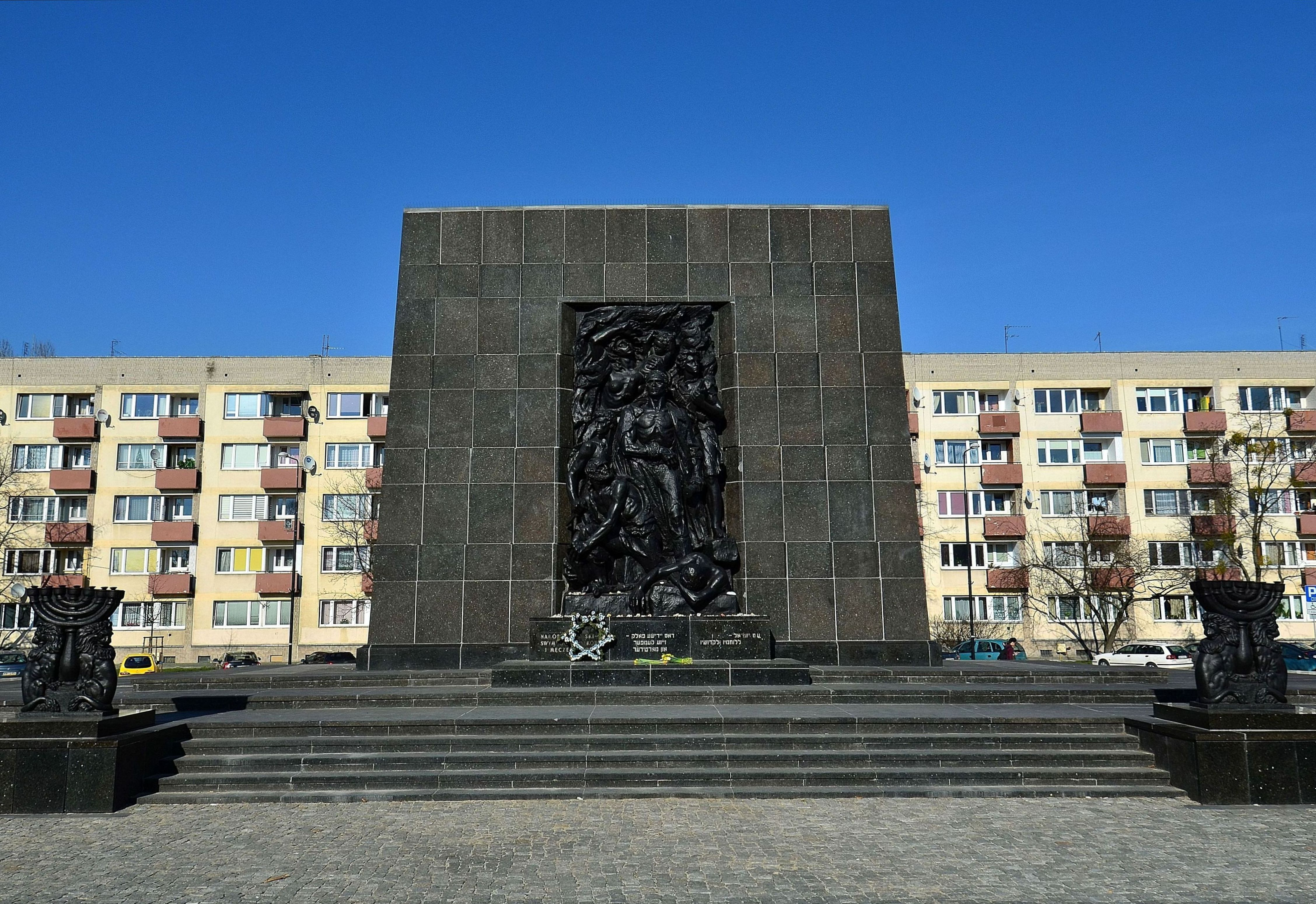
2. Ehrenmal 1948 – Gesamtansicht

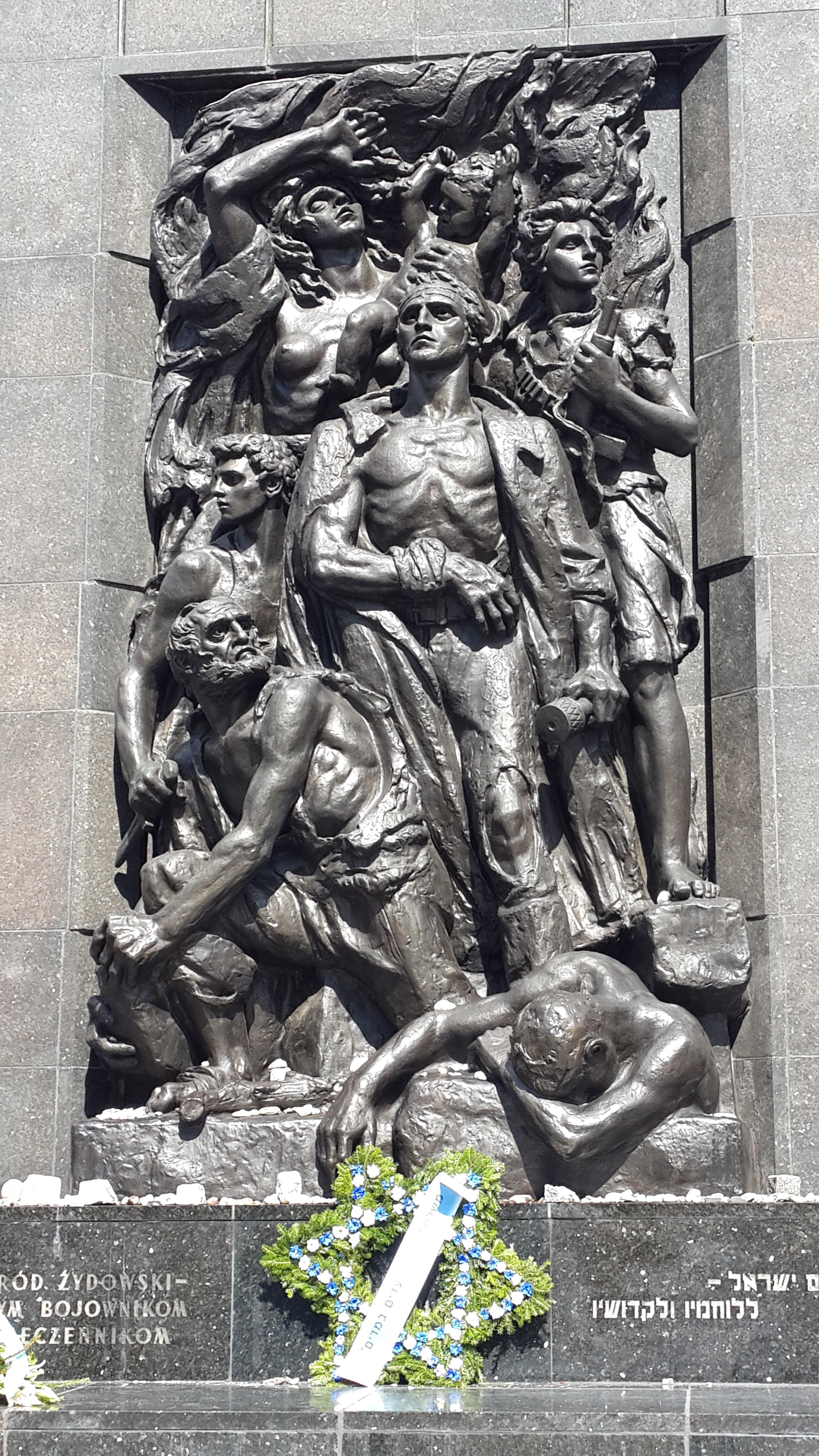
Skulpturengruppe

Das Warschauer Ghetto-Ehrenmal, offiziell Denkmal der Helden des Ghettos (polnisch Pomnik Bohaterów Getta), wurde zum Gedenken des Aufstands im Warschauer Ghetto errichtet. 

## Erstes Ehrenmal
Nach der Niederschlagung des Aufstands blieben nur ausgebrannte Ruinen des Warschauer Ghettos, und auch sie wurden von den Deutschen dem Erdboden gleichgemacht. 1946 wurde inmitten der Trümmer das erste Ehrenmal errichtet – eine runde Steinplatte, waagrecht im Geländeniveau eingelassen, nach dem Entwurf des Architekten Leon Marek Suzin. Es wurde am 16. April 1946 enthüllt.

## Zweites Ehrenmal
1947 wurde vom jüdischen, in Warschau geborenen Bildhauer Nathan Rapaport in Zusammenarbeit mit Leon Suzin ein Ehrenmal aus schwedischen Labradoritblöcken, die von Reichsminister Albert Speer zur Errichtung eines Siegesdenkmals bestimmt waren, in heutiger Gestalt entworfen. Die Enthüllung erfolgte am 19. April 1948. 
Das Ehrenmal besteht aus einer elf Meter hohen steinernen Stele mit einer bronzenen Skulpturgruppe in der Mitte, flankiert von zwei bronzenen Menora. Als zentrale Figur ist Mordechaj Anielewicz zu sehen. Eine Kopie der Skulpturgruppe befindet sich im Museum Yad Vashem in Jerusalem. Auf der Rückseite der Stele befindet sich ein Flachrelief mit der Darstellung des Zuges der Holocaust-Opfer.
Weltweite Medienpräsenz erfuhr das Ehrenmal im Dezember 1970 durch den Kniefall von Warschau des deutschen Bundeskanzlers Willy Brandt.

## Museum der Geschichte der polnischen Juden

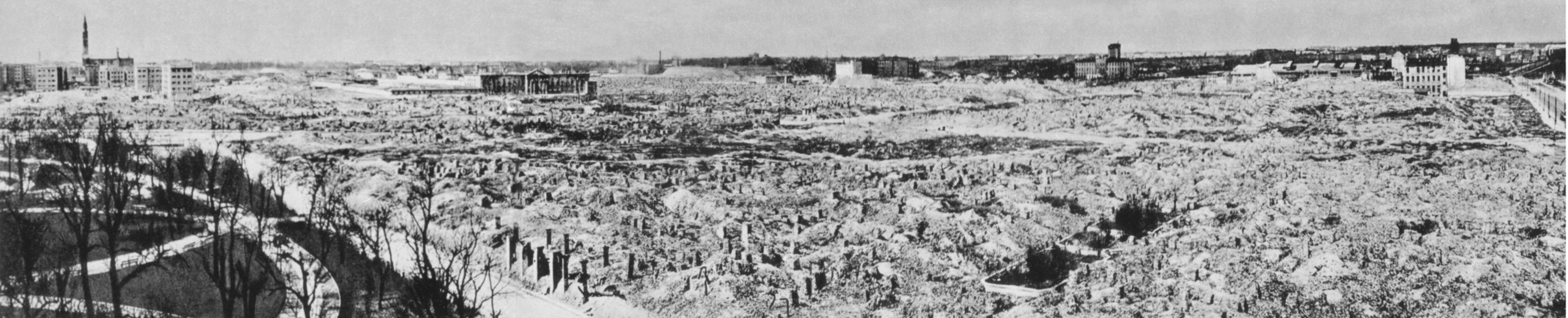
Gelände des Warschauer Ghettos, ca. 1950

In direkter Nachbarschaft des Ehrenmals, am Willy-Brandt-Platz, wurde zwischen 2009 und 2014 das Museum der Geschichte der polnischen Juden nach dem Entwurf des finnischen Architektenteams Lahdelma & Mahlamäki Oy, Helsinki errichtet.
Das Museumsgebäude wurde auf dem Grundriss eines Quadrates entworfen. Die gläsernen Außenwände werden durch unregelmäßige Spalte zerrissen, die den gebogenen Galerien mit gewellten Betonwänden im Inneren des Museumgebäudes entsprechen. Die Außen- und die Innenwelt sind dadurch nahtlos verbunden.
Das Museum wurde am 19. April 2013 mit einer Feier anlässlich des 70. Jahrestages des Beginns des Warschauer Ghettoaufstandes teileröffnet; die komplette Fertigstellung und feierliche Eröffnung fand am 28. Oktober 2014 statt.